# Sandrine Dusang

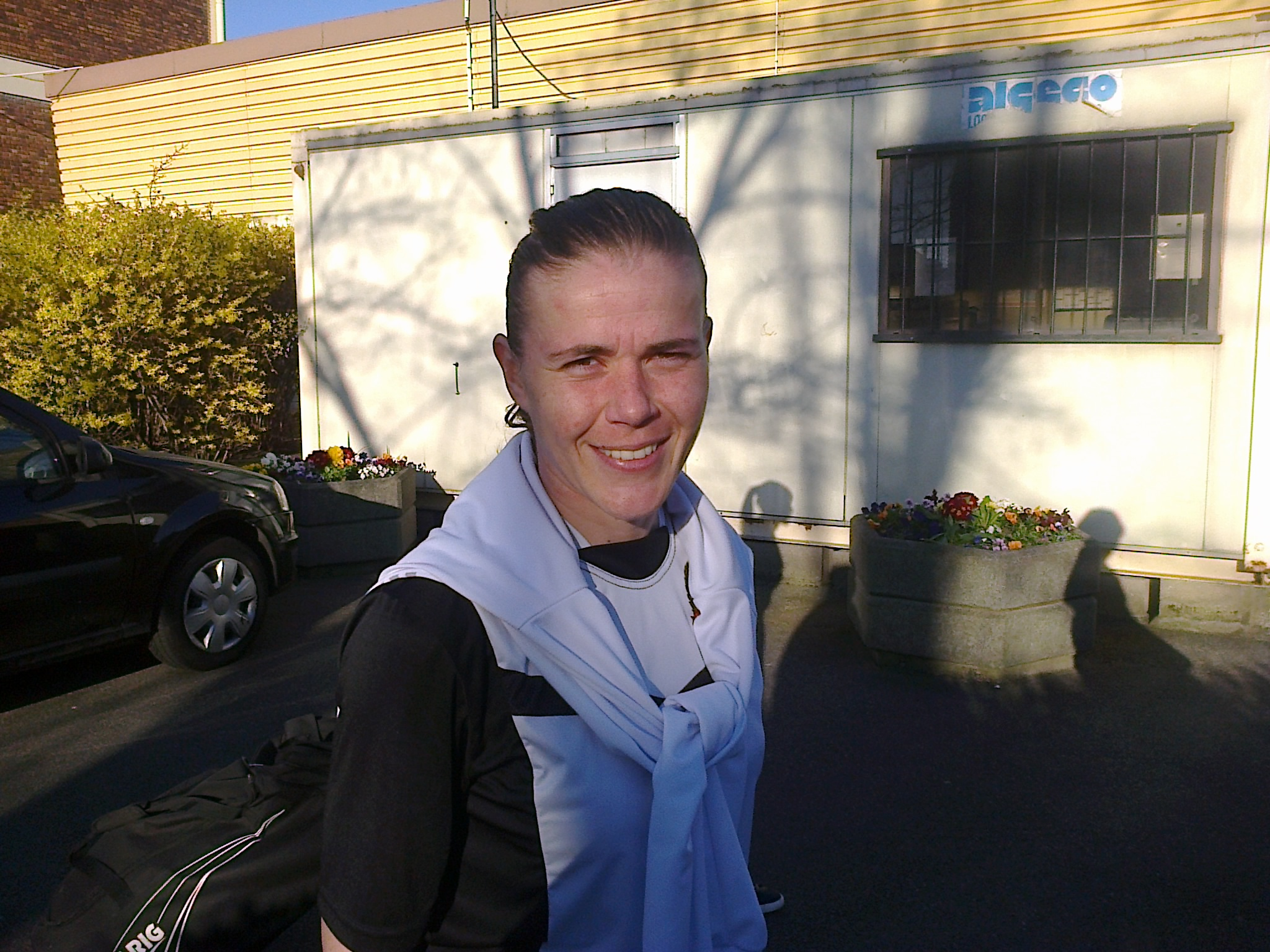
Sandrine Dusang

Sandrine Dusang född 23 mars 1984 i Vichy, Frankrike, är en fransk fotbollsspelare. Hon ingick i EM i England år 2005. Hon representerar klubben FCF Juvisy.